# Mistrzostwa Świata w Strzelectwie 1937
Mistrzostwa Świata w Strzelectwie 1937 – 31. edycja mistrzostw świata w strzelectwie. Odbyły się one w Helsinkach.
Były to największe mistrzostwa, jakie ówcześnie rozegrano – zawodnicy byli klasyfikowani w 31 konkurencjach. Najwięcej medali zdobył Estończyk Gustav Lokotar (12). W klasyfikacji medalowej zwyciężyła reprezentacja gospodarzy z dorobkiem 10 złotych, 13 srebrnych i 8 brązowych medali. Ponadto dwie reprezentacje po raz pierwszy zdobyły medale mistrzostw świata – były to Litwa i Łotwa.
W ekipie Stanów Zjednoczonych medal zdobyła kobieta – Catherine Woodring.

## Klasyfikacja medalowa
Gospodarze mistrzostw
| Pozycja | Kraj              | Złoto | Srebro | Brąz | Łącznie |
| ------- | ----------------- | ----- | ------ | ---- | ------- |
| 1       | Finlandia         | 10    | 13     | 8    | 31      |
| 2       | Estonia           | 10    | 3      | 7    | 20      |
| 3       | Szwajcaria        | 4     | 7      | 3    | 14      |
| 4       | Szwecja           | 2     | 2      | 6    | 10      |
| 5       | Francja           | 2     | 1      | 4    | 7       |
| 6       | Norwegia          | 1     | 1      | 1    | 3       |
| 7       | Stany Zjednoczone | 1     | 1      | 0    | 2       |
| 8       | Łotwa             | 1     | 0      | 0    | 1       |
| 9       | Litwa             | 0     | 2      | 0    | 2       |
| 10      | III Rzesza        | 0     | 1      | 1    | 2       |
| 11      | Węgry             | 0     | 0      | 1    | 1       |

## Wyniki
| Konkurencja                                      | Złoto                                                                                             | Wynik     | Srebro                                                                                      | Wynik     | Brąz                                                                                         | Wynik     |
| Karabin wojskowy, trzy postawy, 300 m            | Olavi Elo                                                                                         | 530 pkt.  | Karl Zimmermann                                                                             | 528 pkt.  | Lauri Kaarto                                                                                 | 526 pkt.  |
| Karabin wojskowy, trzy postawy, 300 m, drużynowo | Szwajcaria Mario Ciocco Emil Grünig Otto Horber Albert Salzmann Karl Zimmermann                   | 2586 pkt. | Finlandia Elis Ekman Lars Granbohm Lauri Kaarto Kullervo Leskinen Viljo Leskinen            | 2583 pkt. | Estonia Karl Jürgens Villem-Johannes Jaanson Gustav Lokotar Heinrich Silber Leonhard Viljus  | 2570 pkt. |
| Karabin wojskowy leżąc, 300 m                    | Kalle Liujala                                                                                     | 188 pkt.  | Elis Ekman                                                                                  | 187 pkt.  | Kullervo Leskinen                                                                            | 187 pkt.  |
| Karabin wojskowy leżąc, 300 m, drużynowo         | Finlandia Lauri Kaarto Lars Granbohm Viljo Leskinen Elis Ekman Kullervo Leskinen                  | 916 pkt.  | Szwecja Olle Ericsson Kurt Johansson Bertil Rönnmark Einar Trang Björn Zachrisson           | 904 pkt.  | Francja Marcel Bonin Raymond Durand Marcel Fitoussi Lucien Genot Jacques Mazoyer             | 903 pkt.  |
| Karabin wojskowy klęcząc, 300 m                  | Karl Zimmermann                                                                                   | 185 pkt.  | Emil Grünig                                                                                 | 184 pkt.  | Martti Kaarto                                                                                | 182 pkt.  |
| Karabin wojskowy klęcząc, 300 m, drużynowo       | Szwajcaria Mario Ciocco Emil Grünig Otto Horber Albert Salzmann Karl Zimmermann                   | 907 pkt.  | Estonia Karl Jürgens Villem-Johannes Jaanson Heinrich Silber Gustav Lokotar Leonhard Viljus | 869 pkt.  | Finlandia Elis Ekman Lars Granbohm Lauri Kaarto Kullervo Leskinen Viljo Leskinen             | 857 pkt.  |
| Karabin wojskowy stojąc, 300 m                   | Kristjan Vilberg                                                                                  | 172 pkt.  | Olavi Elo                                                                                   | 171 pkt.  | Lucien Genot                                                                                 | 167 pkt.  |
| Karabin wojskowy stojąc, 300 m, drużynowo        | Finlandia Elis Ekman Lars Granbohm Lauri Kaarto Kullervo Leskinen Viljo Leskinen                  | 810 pkt.  | Estonia Villem-Johannes Jaanson Karl Jürgens Heinrich Silber Gustav Lokotar Leonhard Viljus | 804 pkt.  | Szwajcaria Mario Ciocco Emil Grünig Otto Horber Albert Salzmann Karl Zimmermann              | 781 pkt.  |
| Karabin dowolny, trzy postawy, 300 m             | Elmar Kivistik                                                                                    | 1124 pkt. | Olavi Elo                                                                                   | 1121 pkt. | Gustav Lokotar                                                                               | 1113 pkt. |
| Karabin dowolny, trzy postawy, 300 m, drużynowo  | Estonia Elmar Kivistik Harald Kivioja Gustav Lokotar August Liivik Alfred Kukk                    | 5526 pkt. | Finlandia Olavi Elo Kullervo Leskinen Einari Oksa Viktor Miinalainen Nisse Vasenius         | 5481 pkt. | Szwajcaria Mario Ciocco Emil Grünig Otto Horber Albert Salzmann Karl Zimmermann              | 5481 pkt. |
| Karabin dowolny leżąc, 300 m                     | Einari Oksa                                                                                       | 391 pkt.  | Elmar Kivistik                                                                              | 390 pkt.  | Olavi Elo                                                                                    | 390 pkt.  |
| Karabin dowolny leżąc, 300 m, drużynowo          | Estonia Harald Kivioja Elmar Kivistik Gustav Lokotar Alfred Kukk August Liivik                    | 1918 pkt. | Finlandia Olavi Elo Kullervo Leskinen Viktor Miinalainen Einari Oksa Nisse Vasenius         | 1915 pkt. | Szwecja Sven Dessle Kurt Johansson Olle Ericsson Tage Eriksson Bertil Rönnmark               | 1905 pkt. |
| Karabin dowolny klęcząc, 300 m                   | Elmar Kivistik                                                                                    | 381 pkt.  | Kullervo Leskinen                                                                           | 380 pkt.  | Bertil Rönnmark                                                                              | 377 pkt.  |
| Karabin dowolny klęcząc, 300 m, drużynowo        | Estonia Harald Kivioja Elmar Kivistik August Liivik Alfred Kukk Gustav Lokotar                    | 1856 pkt. | Finlandia Olavi Elo Kullervo Leskinen Viktor Miinalainen Einari Oksa Nisse Vasenius         | 1843 pkt. | Szwajcaria Mario Ciocco Emil Grünig Otto Horber Albert Salzmann Karl Zimmermann              | 1833 pkt. |
| Karabin dowolny stojąc, 300 m                    | Olavi Elo                                                                                         | 362 pkt.  | Emil Grünig                                                                                 | 357 pkt.  | Elmar Kivistik                                                                               | 353 pkt.  |
| Karabin dowolny stojąc, 300 m, drużynowo         | Estonia Harald Kivioja Elmar Kivistik Gustav Lokotar August Liivik Alfred Kukk                    | 1752 pkt. | Szwajcaria Mario Ciocco Emil Grünig Otto Horber Albert Salzmann Karl Zimmermann             | 1751 pkt. | Finlandia Olavi Elo Kullervo Leskinen Viktor Miinalainen Einari Oksa Nisse Vasenius          | 1735 pkt. |
| Pistolet dowolny, 50 m                           | Torsten Ullman                                                                                    | 555 pkt.  | Walter Büchi                                                                                | 541 pkt.  | Jacques Mazoyer                                                                              | 535 pkt.  |
| Pistolet dowolny, 50 m, drużynowo                | Szwajcaria Walter Büchi Ernst Flückiger Severin Crivelli Hans Gämperli Walter Schaffner           | 2650 pkt. | Finlandia Klaus Lahti Aatto Nuora Jaakko Rintanen Klaus Suokontu Tapio Vartiovaara          | 2625 pkt. | Szwecja Gustaf Bergström Bertil Gustafsson Helge Meuller Torsten Ullman Gotfrid von Tooth    | 2622 pkt. |
| Karabin małokalibrowy, trzy postawy, 50 m        | Jacques Mazoyer                                                                                   | 1158 pkt. | Viljo Leskinen                                                                              | 1149 pkt. | Gustav Lokotar                                                                               | 1145 pkt. |
| Karabin małokalibrowy leżąc, 50 m                | Albert Ravila                                                                                     | 396 pkt.  | David Carlson                                                                               | 396 pkt.  | Eduard Seren                                                                                 | 394 pkt.  |
| Karabin małokalibrowy leżąc, 50 m, drużynowo     | Stany Zjednoczone John Adams David Carlson William Schweitzer William Woodring Catherine Woodring | 1957 pkt. | Finlandia Seppo Halonen Tarmo Lausamo Viljo Leskinen Toivo Mänttäri Albert Ravila           | 1956 pkt. | Estonia Villem-Johannes Jaanson Elmar Kivistik Ernst-Eduard Rull Gustav Lokotar Eduard Seren | 1951 pkt. |
| Karabin małokalibrowy klęcząc, 50 m              | Harald Kivioja                                                                                    | 385 pkt.  | Jacques Mazoyer                                                                             | 385 pkt.  | Ernst Tellenbach                                                                             | 385 pkt.  |
| Karabin małokalibrowy klęcząc, 50 m, drużynowo   | Estonia Elmar Kivistik Harald Kivioja Gustav Lokotar August Liivik Ernst-Eduard Rull              | 1897 pkt. | Szwajcaria Mario Ciocco Gustav Eichelberger Otto Horber Ernst Tellenbach Karl Zimmermann    | 1883 pkt. | Francja Marcel Bonin Raymond Durand Marcel Fitoussi Lucien Genot Jacques Mazoyer             | 1882 pkt. |
| Karabin małokalibrowy stojąc, 50 m               | Jacques Mazoyer                                                                                   | 380 pkt.  | Viljo Leskinen                                                                              | 379 pkt.  | August Liivik                                                                                | 377 pkt.  |
| Karabin małokalibrowy stojąc, 50 m, drużynowo    | Estonia Elmar Kivistik August Liivik Ernst-Eduard Rull Alfred Kukk Gustav Lokotar                 | 1852 pkt. | Szwajcaria Emil Grünig Otto Horber Jakob Reich Albert Salzmann Karl Zimmermann              | 1840 pkt. | Finlandia Olavi Elo Toivo Mänttäri Viljo Leskinen Kullervo Leskinen Nisse Vasenius           | 1833 pkt. |
| Pistolet szybkostrzelny, 25 m                    | Kārlis Kļava                                                                                      | 54 pkt.   | Pranas Giedrimas                                                                            | 54 pkt.   | Erik Ljungqvist                                                                              | 54 pkt.   |
| Pistolet szybkostrzelny, 25 m, drużynowo         | Finlandia Ville Elo Erik Ljungqvist Arvo Odenvall Jaakko Rintanen Sulo Seteri                     | 67 pkt.   | Litwa Pranas Giedrimas Kazys Sruoga Vladas Nakutis Antanas Karčiauskas Antanas Mažeika      | 91 pkt.   | III Rzesza Fritz Bucherer Hans Funck Walter Hartwig Paul Jasper Cornelius van Oyen           | 97 pkt.   |
| Strzelanie do sylwetki jelenia                   |                                                                                                   |           |                                                                                             |           |                                                                                              |           |
| Runda pojedyncza do sylwetki jelenia, 100 metrów | Rolf Bergersen                                                                                    | 203 pkt.  | Herman Pyk                                                                                  | 200 pkt.  | Hans Aasnæs                                                                                  | 199 pkt.  |
| Runda podwójna do sylwetki jelenia, 100 metrów   | Olle Sköldberg                                                                                    | 190 pkt.  | Hans Aasnæs                                                                                 | 185 pkt.  | Herman Pyk                                                                                   | 184 pkt.  |
| Strzelanie do rzutków                            |                                                                                                   |           |                                                                                             |           |                                                                                              |           |
| Trap                                             | Konrad Huber                                                                                      | 294 pkt.  | Ake af Forselles                                                                            | 292 pkt.  | Sándor Lumniczer                                                                             | 292 pkt.  |
| Trap, drużynowo                                  | Finlandia Ake af Forselles Werner Ekman Werner Heinonen Konrad Huber                              | 1155 pkt. | III Rzesza Rudolf Sack Kurt Schöbel Von Gramon Von den Bongart                              | 1121 pkt. | Szwecja Torsten Adlers Axel Ekblom Klas Kleberg Gunnar Lundgren                              | 1103 pkt. |